# William Hazlitt
William Hazlitt (ur. 10 kwietnia 1778 w Maidstone, zm. 18 września 1830 w Londynie) – angielski pisarz, eseista i krytyk literacki.

## Życiorys
Urodził się jako syn duchownego. Był przyjacielem między innymi Williama Wordswortha i Samuela Taylora Coleridge’a. W 1808 ożenił się z Sarah Stoddart. Rozwiódł się z nią w 1822. W 1824 powtórnie się ożenił, ale i to małżeństwo się rozpadło. Współpracował z takimi gazetami jak Morning Chronicle, Edinburgh Review, The London Magazine czy The Times, publikował serie esejów, m.in. poświęconych postaciom ze sztuk Williama Szekspira. Jego najbardziej znanym dziełem jest wydany w 1825 The Spirit of the Age, w którym opisywał współczesnych sobie twórców, jak Lord Byron, Jeremy Bentham, Walter Scott. Zmarł na raka żołądka.
Uchodzi za jednego z największych angielskich eseistów i krytyków literackich. W Polsce ukazał się jego tom Eseje wybrane (1957).

## Dzieła
- An Essay on the Principles of Human Action (1805)
- Lectures on the Literature of the Age of Elizabeth and Characters of Shakespear's Plays (1817)
- Lectures on the English Poets (1818)
- Lectures on the English Comic Writers (1819)
- The Spirit of the Age (1825)
- On The Pleasure of Hating (ok. 1826)